# Pilosanthura fresii
Pilosanthura fresii är en kräftdjursart som först beskrevs av Johann-Wolfgang Wägele 1980.  Pilosanthura fresii ingår i släktet Pilosanthura och familjen Anthuridae. Inga underarter finns listade i Catalogue of Life.